# Essay on the First Principles of Government

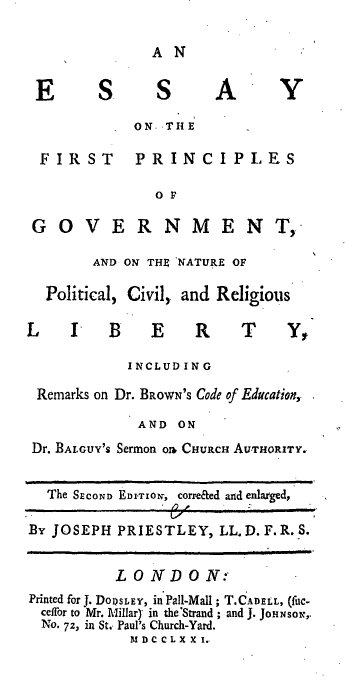
Page de titre de Essay de Joseph Priestley.

Essay on the First Principles of Government est l'un des premiers ouvrages de la théorie politique moderne libérale, publié en 1768, par le polymathe britannique Joseph Priestley. Il est l'un des plus approfondis de Priestley sur le sujet, il distingue avec précision, de manière inhabituelle pour l'époque, les droits politiques des droits civils et plaide en faveur de droits civils étendus. Priestley distingue sphère privée et publique, en soutenant que le gouvernement ne devrait avoir de contrôle que sur la sphère publique. Éducation et religion, en particulier, soutient-il, sont des questions de conscience privée et ne doivent pas être administrées par l'État. Le radicalisme ultérieur de Priestley provient de sa conviction que le gouvernement britannique porte atteinte à ces libertés individuelles.
Il fut édité à trois reprises en anglais et traduit en néerlandais. Jeremy Bentham mentionna que l'ouvrage lui avait inspiré son Felicific calculus. 